# Анте Пандаковић
Aнте Пандаковић (1890 – 1968. године) је бивши југословенски и хрватски фудбалски тренер, најпознатији по томе што је био селектор репрезентације Југославије од 1926. до 1930. године. Био је председник фудбалског савеза Југославије од 1928. до 1930. године. Поред фудбала бавио се и скијањем, планинарењем, тенисом, кајаком и кануом. По струци је био дипломирани правник.
Био је брат Мирка Пандаковића.

## Каријера
Године 1907., са братом, је основао загребачки клуб Викторија. Годинама су били истакнути председници клуба. 1913. године је основао прво скијашко такмичење у Хрватској, у Мркопљу. Следеће године је одржао друго такмичење и прво првенство Хрватске и Славоније у нордијском скијању.
Пре Првог светског рата, са братом, почео је да се бави планинарењем.
Био је тренер репрезентације Југославије од 30. маја 1926. до 26. јануара 1930. године., када је седиште Фудбалског савеза Југославије премештено из Загреба у Београд.

## Занимљивости
У филму Монтевидео, Бог те видео! Анту Пандаковића је глумео Мирослав Блажевић.